# Jean-Baptiste Gramaye
Jean-Baptiste Gramaye o Grammaye (Anvers, 1579 - Lübeck, nord d'Alemanya, 1635) conegut a la República de les Lletres com a Joannes-Baptista Gramayus, fou un historiador, diplomàtic i geògraf brabant en llengua llatina. Va ser professor a la Universitat de Lovaina.

## Formació
Provinent de l'alta burgesia d'Anvers, son pare va assolir una gran riquesa però va morir cobert de deutes pels prèstecs fets al rei Felip II que aquest mai no va pagar. Jean-Baptiste va rebre la seva primera educació al col·legi llatí de Colònia i va continuar els seus estudis a la universitat de Lovaina on va assolir el grau de magister artium i va esdevenir llicenciat in utroque iure.

## Carrera professional
A més d'acumular moltes prebendes eclesiàstiques (canonge de Saint Pierre a Lovaina, prebost de l'església Santa Walburge a Arnhem, ardiaca de Utrecht) que li procuraven bons guanys i un gran tren de vida, va ser professor a la Universitat de Lovaina. Més endavant, va ser anomenat historiador dels arxiducs Albert VII d'Àustria i Isabel Clara Eugènia, quasi sobirans dels Països Baixos del sud. En aquest marc, va publicar una sèrie de monografies sobre les ciutats i principats d'aquesta regió, treballs de compilació d'un valor molt desigual.
Personalitat que parlava d'igual a igual amb els grans humanistes europeus, va portar a terme missions diplomàtiques a través d'Europa pel compte dels arxiducs, com ara la recuperació de relíquies que aleshores es trobaven a països que patien les guerres de religió. Poc abans del 1618 esdevingué protonotari apostòlic.

## Període algerí
El 1619 va viatjar a Itàlia i d'allí a Malta, on va ser declarat persona non grata i va haver de deixar l'illa. En el trajecte de tornada, prop de la costa sarda, el vaixell on viatjava va ser capturat per corsaris algerins. D'aquesta manera, fou presoner a la regència d'Alger del 9 de maig al 19 d'octubre de 1619, tot i que gràcies al cònsol de França gaudí de força llibertat de moviments. Durant la seva retenció (al seu Diarium en cap moment en parla de captiveri) es va dedicar a reorganitzar l'església catòlica d'Alger i a gestionar l'alliberament de molts cristians captius. Segons explica ell mateix, va ser aclamat "bisbe d'Àfrica" pels seus fidels. Va poder visitar Bugia, Gíger, Collo, Constantina i Bona. Sobre el Magrib, a part del seu Diarium, on explica el període nord-africà, va escriure també una Africa Illustrata, que és en realitat una història descriptiva del Màgrib.

## Publicacions
Hi destaquen treballs sobre les llengües del món i els diversos sistemes d'escriptura coneguts, així com un curiós recull políglota amb 107 versions del Parenostre.
- Asia, sive historia universalis Asiaticarum gentium...., Anvers, 1604.
- Gallo-Brabantia ad limitem Eburonicum ...., Brussel·les, 1606.
- Antiquitates illustrissimi ducatus Brabantiae...., Brussel·les, 1606 à 1610.
- Rerum Flandricae primitiae, Lille, 1611.
- Diarium rerum Argelae gestarum anno 1619 durante detentione Joannis Baptistae Gramayi, Douai, 1620.
- Les cruautés exercées sur les Chrétiens de la ville d'Alger en Barbarie, París, 1620.
- Africae illustratae libri decem, in quibus Barbaria, gentesque eius ut olim et nunc describuntur, Tournai, 1622.
- Historiae et antiquitatum urbis et provinciae Mechlinensis libri III, Brussel·les, 1607.
- Namurcum, in quo breviter comitum series, gesta, decora... digesta, Anvers, 1607.